# Jogos Pan-Arábicos de 2007
Os Jogos Pan-Arábicos de 2007 foram a 11ª edição dos Jogos Pan-Arábicos. Realizados pela segunda vez no Cairo, Egito, os Jogos contaram com a participação de aproximadamente 6000 atletas de todos os 22 membros da Liga Árabe que competiram em 33 esportes, fazendo desta a maior edição de todos os Jogos Pan-Arábicos.
Os donos da casa dominaram o quadro de medalhas e se consolidaram como a nação mais bem sucedida da história dos Jogos.

## Cerimônia de abertura
A cerimônia de abertura iniciou-se com o cantor egípcio Tamer Hasny cantando uma nova música pela união do povo árabe, durante a entrada dos diversos líderes árabes convidados para acompanhar a cerimônia: o presidente egípcio Hosni Mubarak acompanhado dos colegas Mahmoud Abbas, da Palestina, Jalal Talabani, do Iraque, Ali Abdullah Saleh, do Iêmen, Omar Hassan al-Bashir, do Sudão, rei Abdullah II, da Jordânia e Sultão bin Abdul Aziz Al Saud, príncipe herdeiro e primeiro-ministro da Arábia Saudita. Em seguida, houve o desfile das 22 delegações. A cerimônia também teve a presença do presidente do Comitê Olímpico Internacional Jacques Rogge.
A cerimônia foi dividida em oito partes: começou com a narração da viagem de Abraão no deserto, a fundação da Caaba e de Meca, o surgimento da unidade árabe sob o Islã e enfatizou o poder das Palavras do Alcorão. Em seguida, foram apresentadas diversas números de dança que mostraram a literatura e e as artes árabes, bem como o pioneirismo árabe nos campos da filosofia, matemática, astronomia, medicina e jardinagem e na música.
Ao longo da apresentação foram lembrados vários cientistas, poetas, filósofos, matemáticos e viajantes árabes. Foram apresentados ainda vários versos do Alcorão e como o livro auxilia os fiéis a alcançar suas glórias. A celebração foi finalizada com a execução do hino nacional do Egito e a canção árabe "Amgad Ya Arab" (Glórias, ó Árabes).

## Mascote
A mascote dos XI Jogos Pan-Arábicos foi um gato negro da raça mau egípcio chamado Bastet, nome inspirado na divindade de mesmo nome. O animal apresentava-se vestido com um nemés típico dos antigos faraós nas cores nacionais do Egito, vermelho, preto e branco.

## Países participantes
| - Arábia Saudita - Argélia - Comores - Djibuti - Bahrein - Egito | - Emirados Árabes Unidos - Iêmen - Iraque - Jordânia - Kuwait - Líbano | - Líbia - Marrocos - Mauritânia - Omã - Palestina | - Catar - Síria - Somália - Sudão - Tunísia |

## Modalidades

### Tradicionais
| - Atletismo (detalhes) - Badminton (detalhes) - Basquetebol (detalhes) - Boliche (detalhes) - Boxe (detalhes) - Caratê (detalhes) - Ciclismo (detalhes) - Corrida de camelos (detalhes) | - Esgrima (detalhes) - Futebol - Ginástica (detalhes) - Halterofilismo (detalhes) - Handebol (detalhes) - Hipismo (detalhes) - Judô (detalhes) | - Luta olímpica (detalhes) - Natação (detalhes) - Pentatlo moderno (detalhes) - Polo aquático (detalhes) - Remo (detalhes) - Squash (detalhes) - Taekwondo (detalhes) | - Tênis (detalhes) - Tênis de mesa (detalhes) - Tiro (detalhes) - Tiro com arco (detalhes) - Vela (detalhes) - Voleibol (detalhes) - Xadrez (detalhes) |

### Para pessoas com necessidades especiais
- Atletismo (detalhes)
- Levantamento de peso (detalhes)
- Tênis de mesa (detalhes)
- Voleibol (detalhes)

## Quadro de medalhas
| Ordem | País                   | Medalha de ouro | Medalha de prata | Medalha de bronze | Total |
| ----- | ---------------------- | --------------- | ---------------- | ----------------- | ----- |
| 1     | Egito                  | 148             | 102              | 94                | 344   |
| 3     | Tunísia                | 63              | 33               | 49                | 145   |
| 4     | Argélia                | 30              | 43               | 51                | 124   |
| 5     | Marrocos               | 21              | 32               | 36                | 89    |
| 6     | Síria                  | 15              | 23               | 45                | 83    |
| 7     | Catar                  | 14              | 13               | 13                | 40    |
| 8     | Arábia Saudita         | 8               | 19               | 18                | 45    |
| 9     | Kuwait                 | 8               | 10               | 21                | 39    |
| 10    | Sudão                  | 8               | 9                | 8                 | 25    |
| 11    | Jordânia               | 6               | 14               | 29                | 49    |
| 12    | Líbia                  | 6               | 10               | 14                | 30    |
| 13    | Emirados Árabes Unidos | 6               | 9                | 8                 | 23    |
| 14    | Bahrein                | 6               | 5                | 10                | 21    |
| 15    | Líbano                 | 6               | 5                | 9                 | 20    |
| 16    | Omã                    | 5               | 1                | 2                 | 8     |
| 17    | Iraque                 | 4               | 23               | 33                | 60    |
| 18    | Iêmen                  | 1               | 4                | 7                 | 12    |
| 19    | Palestina              | 0               | 0                | 3                 | 3     |